# حسن کامل صباح

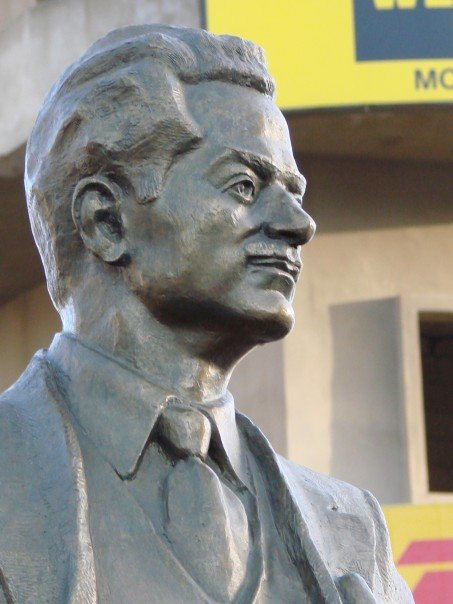
مجسمه حسن کامل صباح

حسن کامل الصَّبّاح ( ۱۸۹۴، نبطیه - ۱۹۳۵، آمریکا) مخترع لبنانی در ثلث نخست سدهٔ بیستم بود. به ایالات متحده آمریکا مهاجرت کرد و آنجا اختراعات خود در برق را ساخت و به ثبت رساند. 

## زندگی
حسن کامل صباح در ۱۶ اوت ۱۸۹۴ در نبطیه از نواحی شیعه‌نشین لبنان به دنیا آمد. تحصیلاتش را طی نمود و به سبب پشتکار و نبوغی که داشت در مدت زمان کوتاهی توانست در میان بزرگان زمانه اش در کشور خویش و جهان عرب بدرخشد و در زمره نوابغ قرار گیرد. وی اختراعات بسیاری دارد که تعداد آن را ۷۱ اختراع مستقل از وی و ۱۱ اختراع مشترک با دیگران ذکر کرده‌اند. نبوغ وی تا بدانجا بوده که برخی او را ادیسون شرق لقب داده‌اند.

## برخی از اختراعات
حسن کامل صباح اختراعات بسیاری دارد که ۷۱ اختراع مستقل و ۱۱ اختراع مشترک با دیگران است. برخی از اختراعات وی به عربی عبارتند از:
- جهاز إرسال تلفزیونی یستخدم للانعکاس الإلکترونی
- مرسل للصور والمناظر
- جهاز لتفریغ الشحن الکهربائی فی الفضاء
- جهاز یحول أشعة الشمس إلی قوة کهربائیة دامغه

## مرگ مشکوک
در روز یکشنبه ۳۱ مارس ۱۹۳۵ در اتفاق تصادفی که مشکوک بود و هیچ‌گاه رمز ان گشوده نشد و در آن زمان و پس از آن موجب قول به قتل عمدی حسن کامل شد، وی در ۴۱ سالگی درگذشت و پیکر وی از آمریکا به زادگاهش در لبنان منتقل شد.